# Mionecrosis

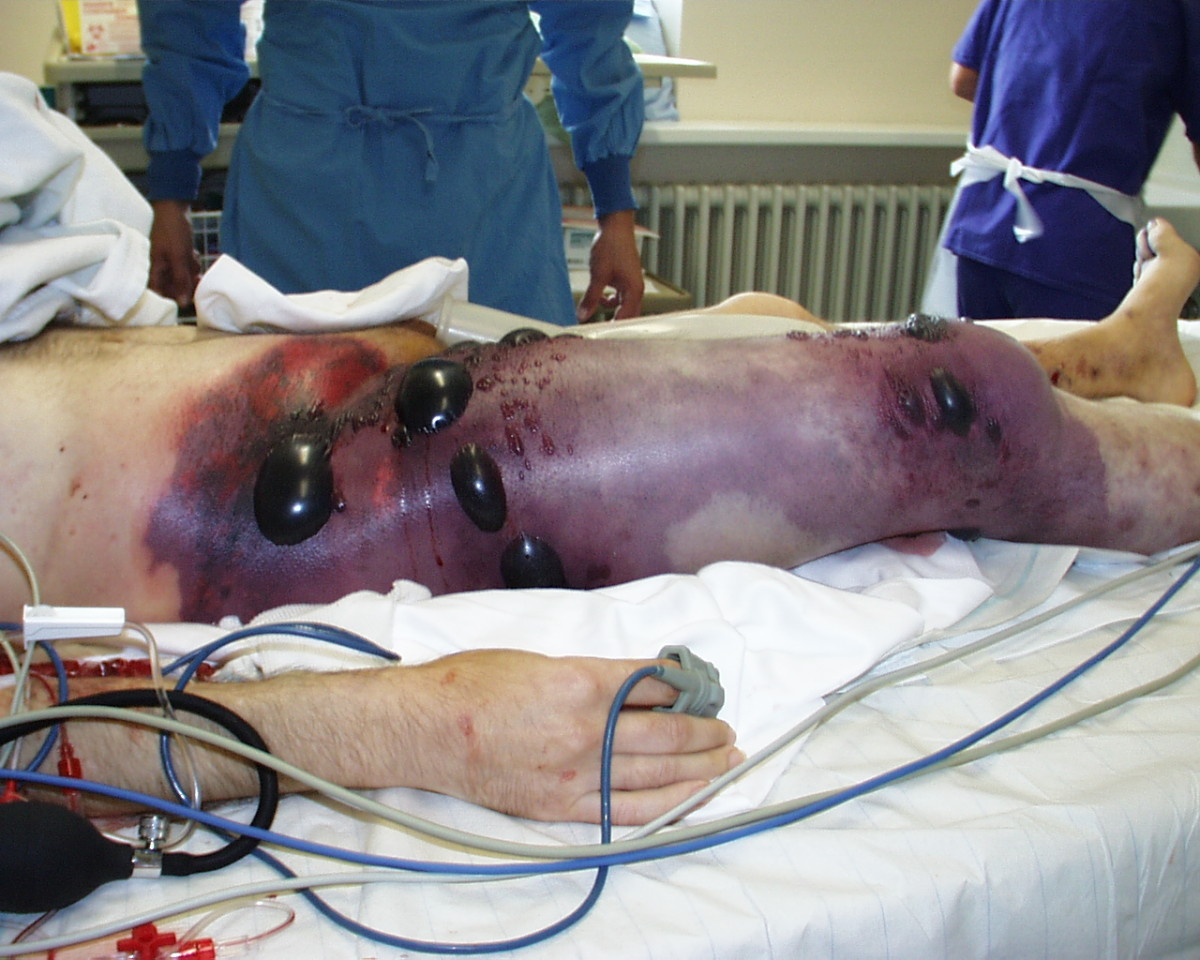
Foto de paciente con gangrena gaseosa de la pierna derecha y la pelvis.

La mionecrosis, también llamada gangrena gaseosa, es una infección poco habitual que causa la destrucción y muerte de las fibras musculares. Suele ser un proceso de evolución rápida que muchas ocasiones provoca la muerte del individuo afectado. La mayoría de las infecciones musculares necrotizantes son producidas por Clostridium spp. y Streptococcus pyogenes, estas bacterias atacan los tejidos vivos provocando su necrosis. La mionecrosis progresiva se observa en infecciones de heridas profundas, cursa con dolor espontáneo y exudado seroso de color marrón, con una rápida acumulación de gas dentro del tejido muscular.